# Vignory
Vignory és un municipi francès situat al departament de l'Alt Marne i a la regió del Gran Est. L'any 2007 tenia 301 habitants.

## Demografia

### Població
El 2007 la població de fet de Vignory era de 301 persones. Hi havia 120 famílies de les quals 40 eren unipersonals (16 homes vivint sols i 24 dones vivint soles), 32 parelles sense fills, 40 parelles amb fills i 8 famílies monoparentals amb fills.
La població ha evolucionat segons el següent gràfic:
Habitants censats

### Habitatges
El 2007 hi havia 180 habitatges, 130 eren l'habitatge principal de la família, 19 eren segones residències i 30 estaven desocupats. 152 eren cases i 27 eren apartaments. Dels 130 habitatges principals, 86 estaven ocupats pels seus propietaris, 40 estaven llogats i ocupats pels llogaters i 4 estaven cedits a títol gratuït; 5 tenien dues cambres, 30 en tenien tres, 39 en tenien quatre i 56 en tenien cinc o més. 89 habitatges disposaven pel capbaix d'una plaça de pàrquing. A 56 habitatges hi havia un automòbil i a 56 n'hi havia dos o més.

### Piràmide de població
La piràmide de població per edats i sexe el 2009 era:
| Homes | Edats   | Dones |
| ----- | ------- | ----- |
| 0     | 95 o +  | 0     |
| 0     | 90 a 94 | 4     |
| 4     | 85 a 89 | 0     |
| 4     | 80 a 84 | 0     |
| 0     | 75 a 79 | 4     |
| 12    | 70 a 74 | 8     |
| 16    | 65 a 69 | 28    |
| 4     | 60 a 64 | 4     |
| 8     | 55 a 59 | 4     |
| 12    | 50 a 54 | 4     |
| 16    | 45 a 49 | 12    |
| 12    | 40 a 44 | 20    |
| 8     | 35 a 39 | 16    |
| 4     | 30 a 34 | 12    |
| 4     | 25 a 29 | 0     |
| 8     | 20 a 24 | 4     |
| 8     | 15 a 19 | 4     |
| 20    | 10 a 14 | 20    |
| 12    | 5 a 9   | 20    |
| 8     | 0 a 4   | 8     |

## Economia
El 2007 la població en edat de treballar era de 197 persones, 154 eren actives i 43 eren inactives. De les 154 persones actives 131 estaven ocupades (76 homes i 55 dones) i 23 estaven aturades (8 homes i 15 dones). De les 43 persones inactives 14 estaven jubilades, 13 estaven estudiant i 16 estaven classificades com a «altres inactius».

### Ingressos
El 2009 a Vignory hi havia 120 unitats fiscals que integraven 266 persones, la mediana anual d'ingressos fiscals per persona era de 15.356 €.

### Activitats econòmiques
Dels 14 establiments que hi havia el 2007, 3 eren d'empreses extractives, 1 d'una empresa de fabricació d'altres productes industrials, 1 d'una empresa de construcció, 2 d'empreses de comerç i reparació d'automòbils, 2 d'empreses de transport, 2 d'empreses d'hostatgeria i restauració i 3 d'empreses de serveis.
Dels 4 establiments de servei als particulars que hi havia el 2009, 1 era una oficina d'administració d'Hisenda pública, 1 oficina de correu, 1 lampisteria i 1 restaurant.

## Equipaments sanitaris i escolars
El 2009 hi havia una escola elemental.

## Poblacions més properes
El següent diagrama mostra les poblacions més properes.